# Monochrome (Daniel Cavanagh)
Monochrome è il primo album in studio del cantautore britannico Daniel Cavanagh, pubblicato il 13 ottobre 2017 dalla Kscope.

## Descrizione
Si tratta della prima pubblicazione da solista del chitarrista e principale compositore degli Anathema a contenere materiale esclusivamente inedito, se si esclude The Passage con Joseph Geraci (2013). I sette brani che compongono l'album sono il risultato di una serie di vecchie idee incise tra il 1998 e il 2010 e registrate dall'artista già nell'estate del 2015, parallelamente all'album The Optimist degli Anathema, ma l'etichetta discografica ne posticipò l'uscita per garantire una maggiore promozione. La stessa etichetta inoltre fece pressione sull'artista affinché modificasse il titolo originariamente pensato per l'album, ovvero The Silent Flight of the Raven Winged Hours (giudicato troppo simile a quello dell'album The Raven That Refused to Sing (And Other Stories) di Steven Wilson), e pertanto la scelta di Cavanagh ricadde su Monochrome, titolo «venuto in mente dal nulla» ma che ben si adatta con le tematiche «notturne» descritte nei brani.
Monochrome si avvale inoltre delle collaborazioni della cantante olandese Anneke van Giersbergen e della violinista britannica Anna Phoebe.

## Tracce
Testi e musiche di Daniel Cavanagh.
1. The Exorcist – 6:46
2. This Music – 4:52
3. Soho – 7:41
4. The Silent Flight of the Raven Winged Hours – 9:13
5. Dawn – 2:46
6. Oceans of Time – 8:14
7. Some Dreams Come True – 8:36

Tracce bonus nella riedizione del 2020
1. The Exorcist (Acoustic) – 5:59
2. The Silent Flight of the Raven Winged Hours (Acoustic) – 7:07
3. Found – 5:09
4. Scandinavia – 7:47

## Formazione
- Daniel Cavanagh – strumentazione, voce, produzione
- Andrea Wright – registrazione
- Daniel Cardoso – mastering
- Anneke van Giersbergen – voce (tracce 2, 3 e 6)
- Anna Phoebe – violino (tracce 3, 4 e 5)

## Classifiche
| Classifica (2017) | Posizione massima |
| ----------------- | ----------------- |
| Francia           | 110               |
| Paesi Bassi       | 145               |